# ジャーマースプ (カワード1世の皇子)
ジャーマースプ（Jamasp または Zamasp）は、6世紀のサーサーン朝の皇子であり、サーサーン朝の王であるカワード1世（在位：488年 - 496年、498年/499年 - 531年）の第二子であった。ジャーマースプは戦争における軍事手腕を大いに称賛されていたものの、目を失ったために王位継承の権利を失った。その翌年にジャーマースプの弟のホスロー1世（在位：531年 - 579年）が即位した後、アスパーフバド家の貴族であるバウィが、他のペルシア貴族達と共謀してホスロー1世を打倒し、ジャーマースプの息子のカワードを新しい王に擁立しようとする陰謀に巻き込まれた。ジャーマースプは摂政として統治する予定であった。しかし陰謀は露見するところとなり、ジャーマースプは殺害された。